# Joy Division
Joy Division – brytyjski zespół rockowy założony w 1976 w Salford, Wielki Manchester. Wykształcił się z punkowej grupy Warsaw, grał posępną, refleksyjną muzykę. Ostatecznie jego styl muzyczny zaklasyfikowano do post-punka i nowej fali. W 1980 roku, po samobójczej śmierci wokalisty Iana Curtisa grupa rozwiązała się. Pozostali członkowie utworzyli wówczas formację New Order.

## Historia

### Początki
W 1976 roku, w okresie największego nasilenia działalności ruchu punk, dwóch szkolnych kolegów – Bernard Sumner (używający w tym okresie także nazwiska Bernard Dicken Albrecht) oraz Peter Hook – udało się na koncert Sex Pistols, który odbywał się w ich rodzinnym Manchesterze. Jak się później okazało, koncert ten zmienił oblicze muzyki przełomu lat 70. i 80., bowiem Sumner i Hook spotkali na nim urzędnika i początkującego poetę – Iana Curtisa. Postanowili założyć własny zespół, w którym mogliby tworzyć muzykę utrzymaną w punkowej stylistyce. Mimo iż żaden z nich nie potrafił grać na jakimkolwiek instrumencie muzycznym, a ich czas zajmowała praca w fabrykach, mieli dość zapału, by ten plan wcielić w życie.
Ostatecznie nowo powstały zespół został nazwany Warsaw – na cześć piosenki Davida Bowie Warszawa z płyty Low (1977). Na pierwszych próbach i koncertach grupa występowała w składzie: Ian Curtis (śpiew), Bernard Sumner (gitara), Peter Hook (gitara basowa) i Steve Brotherdale (perkusja). Szybko jednak zadecydowano o odsunięciu Brotherdale’a, a na jego miejsce znaleziono Stephena Morrisa i kontynuowano próby. W pewnym momencie stało się jasne, że Warsaw nie będzie zwykłym punkowym zespołem – zadecydowały o tym niesamowite brzmienie gitary basowej oraz sterylna perkusja. Zespół stał się wkrótce słynny w okolicy z powodu dziwnych zachowań muzyków podczas koncertów – chory na epilepsję Ian Curtis często w szokujący sposób zabawiał publiczność, a i czasami zdarzały się mu ataki choroby podczas występów, podobnie niekonwencjonalnie zachował się Bernard Sumner – podczas jednego z koncertów wołał do publiczności „Czy zapomnieliście o Rudolfie Hessie?” W tym okresie grupa zmuszona była jednak zmienić nazwę – okazało się, że w Londynie istnieje zespół o podobnej nazwie: Warsaw Pakt. Zainteresowany historią wokalista wybrał nową nazwę nawiązującą do opisanej w książce Yehiel De-Nur pt. Dom Lalek wyselekcjonowanej grupy więźniarek niemieckiego obozu koncentracyjnego Auschwitz-Birkenau z czasów II wojny światowej zmuszanych do świadczenia usług seksualnych – Joy Division (niem. Freudenabteilung). Wszystko to spowodowało, że Joy Division oskarżano o nazizm, a zespół, który z założenia unikał wywiadów i zdjęć, nie mógł się przed tymi zarzutami nawet bronić.

### Działalność
Sława lokalnego zespołu wystarczyła, by wkrótce w 1978 roku zarejestrować EP-kę An Ideal For Living, która ukazała styl wczesnego Joy Division. Niedługo potem doszło do poważnych zmian w stylu gry. Curtis chciał czegoś więcej niż prymitywnego i agresywnego punku, stąd wysunięcie na pierwszy plan gitary basowej Hooka i perkusji Morrisa i obarczenie Albrechta dodatkową rolą klawiszowca – jak się później okazało, instrumenty klawiszowe zaczęły odgrywać w muzyce zespołu coraz większą rolę. Mimo że wytwórnie płytowe ignorowały zespół, Joy Division szczęśliwie spotkał na swojej drodze Martina Hanneta, który jako producent nadał twórczości zespołu mroczny, depresyjny styl, który podkreślał równocześnie niesamowitą manierę wokalną i przejmujące teksty wokalisty. Już pierwszy singel – Transmission spodobał się krytykom New Musical Expressu, którzy w podsumowaniu rocznym umieścili go wśród najlepszych singli 1979 roku. Była to zupełna nowość w świecie rocka, stąd zainteresowanie ze strony DJ-a BBC, Johna Peela. Joy Division nagrało na potrzeby jego audycji radiowej osiem utworów, które w latach 90. ukazały się w wersji kompaktowej. Wizyta u Peela (który nigdy nie był na ich koncercie) ułatwiła grupie podpisanie płytowego kontraktu z firmą Factory, co zaowocowało wydaną w czerwcu 1979 roku debiutancką płytą Unknown Pleasures. Na albumie zebrano skomponowane dotychczas utwory grupy z okresu, gdy porzucono już koncepcję Joy Division jako zespołu czysto punkowego. Dzięki temu wydawnictwu grupa mogła ruszyć na dużą trasę koncertową po Europie. W trasie stan zdrowia Iana Curtisa nagle się pogorszył, ataki epilepsji zaczęły paraliżować koncertową działalność grupy. Nie przeszkodziło to w zakontraktowaniu amerykańskiej części trasy koncertowej i przystąpieniu do prac nad nową płytą. W tym czasie na singlu wydano również jeden z najsłynniejszych utworów w dziejach zespołu – Love Will Tear Us Apart. Zajął on 13. miejsce na liście singli w Anglii i był jedynym jej przebojem. Wrócił na listę w reedycji pod koniec lat 80.
Kilka lat aktywnej działalności nagraniowo–koncertowej oraz przyjmowane leki na padaczkę zrujnowały zdrowie psychiczne i fizyczne wokalisty. Choć publiczność i krytycy wysoko oceniali jego działalność artystyczną, to sytuacja rodzinna i stan psychiki wokalisty wciąż się pogarszały. Zostało to przez niego wyrażone w tekstach zawartych na ostatniej płycie studyjnej zespołu – Closer. Jest ona dziś uważana za największe dokonanie Joy Division, charakteryzuje się zimnym brzmieniem (co jest zasługą zwiększenia roli syntezatorów), depresyjnym klimatem i ukazuje ostateczne zerwanie zespołu z punkową estetyką. Album osiągnął 6. miejsce na brytyjskiej liście płyt długogrających. Zespół nagrał też singla Atmosphere w stylu electro/new romantic. Po zamknięciu sesji nagraniowej do Closer zespół zaczął przygotowywać się do zapowiadanej na drugą połowę maja 1980 roku trasy koncertowej po Stanach Zjednoczonych. W tym celu grupa wystąpiła 2 maja na Uniwersytecie w Birmingham. Wkrótce okazało się, że był to ostatni koncert w dziejach Joy Division. Rok później zapis tego występu wydano obok nagrań studyjnych na płycie Still, która dotarła do 5. miejsca brytyjskiej listy przebojów.

### Samobójstwo Curtisa i rozwiązanie zespołu
Nocą 18 maja 1980 roku, po obejrzeniu filmu Wernera Herzoga pt. Stroszek, Ian Curtis popełnił samobójstwo we własnym domu, wieszając się na sznurze od suszarki. Zespół nie mógł kontynuować działalności pod nazwą Joy Division, toteż rozwiązał się po wydaniu w czerwcu 1980 roku nagranej wcześniej płyty Closer. Ostatnią piosenką Joy Division był zarejestrowany po śmierci Curtisa pełen smutku In a Lonely Place. Trafiła ona na stronę B znanego ze Still singla Ceremony, który Joy Division grał na koncertach jeszcze z Ianem Curtisem. W obu piosenkach rolę wokalisty przejął gitarzysta Bernard Sumner. Nie był to jednak koniec wspólnej działalności Hooka, Morrisa i Sumnera. Mimo depresji i odwołania amerykańskiego tournée, w ciągu kilku miesięcy założyli nowy zespół. Aby zerwać ze smutną przeszłością Joy Division, rozważali nową nazwę, m.in. Black September – na cześć palestyńskiej organizacji terrorystycznej Czarny Wrzesień. Ostatecznie nazwali się jednak New Order i pod wpływem Kraftwerk na wiele lat skierowali się ku nowej muzyce electro, disco i pop. Do nagrań Joy Division powrócili dopiero po kilkunastu latach, kiedy jako New Order na koncertach wykonywali m.in. Transmission, Atmosphere czy Love Will Tear Us Apart. Niepublikowane nigdy wcześniej na długogrających płytach utwory znalazły się na kompilacyjnych albumach Substance (1988) i Permanent (1995).

## Odbiór muzyki Joy Division w Polsce
Pierwszą szerszą wzmianką o zespole był nekrolog Curtisa – „wokalisty jednej z najbardziej obiecujących grup brytyjskich” – opublikowany jesienią 1980 r. w miesięczniku „Jazz – Magazyn Muzyczny”. Rok później prezenter radiowy Marek Garztecki nadał w PR IV płytę Closer w całości. Popularność grupy nastąpiła jednak po pierwszych sukcesach New Order. W styczniu 1983 Jerzy Rzewuski grał ich płytę Movement, a w kwietniu Piotr Kaczkowski – płytę Power, Corruption & Lies. Wówczas opublikowano już pierwszy dłuższy tekst o Joy Division – zrobił to Roman Rogowiecki w „Gazecie Młodych”. W lipcu 1983 Marek Niedźwiecki pierwszy raz zagrał w Polskim Radiu utwór Love Will Tear Us Apart. Stało się to w Liście Przebojów Programu Trzeciego przy okazji omawiania zestawienia niezależnych przebojów wszech czasów według słuchaczy audycji Johna Peela. Jesienią 1983 roku o zespole pisał tygodnik „Razem”, drukując najpierw tekst Kamila Sipowicza, a potem hasło z (niedokończonej) „Encyklopedii rocka lat 70.”, którą ogłaszał Krzysztof Domaszczyński. W grudniu 1983 roku obie płyty studyjne przedstawili dzień po dniu Piotr Kaczkowski i Roman Rogowiecki. W 1984 powtarzał je Marek Wiernik w cyklu „Cały ten rock”, a w lutym 1985 nadał zestaw Still. Wówczas pojawiła się też polska odmiana „zimnej fali” w postaci np. grup Madame, Made in Poland, Rendez-Vous czy Variété. W sierpniu 1986 roku utwór Love Will Tear Us Apart nagrał gdański zespół Sni Sredstvom Za Uklanianie, w którym śpiewał Ryszard „Tymon” Tymański. Na potrzeby tej sesji przyjęli nazwę Zanemecke Boksere Beograd. Przeróbkę tę emitowano w radiowej „Trójce” 11 czerwca 1988 r. (Wcześniej utwór Disorder grała podobno na koncertach Brygada Kryzys).
W maju 1985 obie płyty studyjne nadał w swej audycji „Romantycy muzyki rockowej” Tomasz Beksiński, największy promotor muzyki Joy Division w Polskim Radiu. Rok później przedstawiał płytę Still, dwa lata później – single zespołu, a trzy i pięć lat później, także w maju, płytę Substance (grał ich muzykę również w programie I PR w swej sobotniej audycji „Na rockową nutę”, zawsze w maju, w latach 1984, 1988 i 1989). W maju 1987 w trzech audycjach „romantycznych” przedstawił własne tłumaczenia tekstów z płyty Closer i niektórych singli. O Joy Division pisali wtedy szerzej: Grzegorz Brzozowicz w miesięczniku „Non Stop”, który zamieścił też oryginalny tekst Love Will Tear Us Apart, i Przemysław Mroczek w „Pobrzeżu”. W sezonie 1986-87 w piątkowe wieczory w Programie III Jerzy Janiszewski przedstawił większość oficjalnych nagrań Joy Division i New Order, w tym materiał przygotowany na płytę Warsaw i nagrania z singli. Była to najbardziej wyczerpująca i systematyczna, poparta cytatami z wywiadów i zagranicznych artykułów prasowych, prezentacja dorobku tych zespołów.
W listopadzie 1985 firma Tonpress wydała kolekcjonerski rarytas – siedmiocalowy singiel grupy New Order: Blue Monday/Thieves Like Us, w czerwcu 1986 płytę Low-Life, a trzy lata później także Brotherhood. W grudniu 1986 ukazał się singel Joy Division Love Will Tear Us Apart/She’s Lost Control, różniący się od wydań zachodnich. Obie studyjne płyty grupy w wydaniu Tonpressu pojawiły się na półkach sklepowych w 1989: Closer w lutym, Unknown Pleasures w czerwcu. W marcu 1989 na antenie radiowej kilkakrotnie pojawił się zestaw Substance. W maju 1990 r. w klubie „U Jacka” w Gdańsku-Stogach odbyła się impreza „Ian Curtis Is Dead”, podczas której przedstawiono m.in. materiał video Here Are The Young Men. W 1992 płyty zespołu opublikowała w kompakcie firma „Sonic”.
W 2006 roku Magdalena Kozak umieściła piosenkę Decades z albumu Closer w swej książce „Nocarz”.
W 2007 roku ukazał się album Warszawa. Tribute to Joy Division – album z coverami brytyjskiego zespołu wykonywanymi przez polskich artystów (m.in. Ścianka, Pustki, Komety, New York Crasnals, Tymon & Transistors, NOT).
W lutym 2012 roku basista Joy Division Peter Hook wraz z innymi muzykami (m.in. ze swoim synem Jackiem) wystąpił w warszawskim klubie Palladium – wykonując utwory Joy Division oraz Warsaw tj. At a Later Date, No Love Lost, Warsaw, Shadowplay, Digital, Failures, She’s Lost Control, I Remember Nothing, Transmission, Dead Souls, Atmosphere i Love Will Tear Us Apart.
Pod koniec marca 2013 r. Peter Hook ponownie odwiedził Warszawę by zaprezentować utwory Joy Division w klubie Palladium.

## Skład
- Bernard Albrecht (właśc. Bernard Sumner) – gitara, instrumenty klawiszowe
- Ian Curtis – śpiew, gitara
- Peter Hook – gitara basowa
- Stephen Morris – perkusja

Byli członkowie zespołu
- Terry Mason – perkusja[5]
- Tony Tabac – perkusja[6]
- Steve Brotherdale – perkusja[7]

## Dyskografia

### Single
- „An Ideal For Living” (7") (czerwiec 1978)
- „An Ideal For Living” (12") (wrzesień 1978)
- „Transmission” (7") (listopad 1978)
- „Licht Und Blindheit” (7") (marzec 1980)
- „Komakino” (flexi-disc) (czerwiec 1980)
- „Love Will Tear Us Apart” (7") (czerwiec 1980)
- „Atmosphere” (12") (wrzesień 1980)
- „Love Will Tear Us Apart” (12") (wrzesień 1980)
- „Transmission” (12") (wrzesień 1980)
- „The Peel Sessions” (12"/CD) (listopad 1986)
- „The Peel Sessions” (12"/CD) (wrzesień 1987)
- „Atmosphere” (7"/12"/CD) (czerwiec 1988])
- „Love Will Tear Us Apart” (12"/CD) (maj 1995)
- „Love Will Tear Us Apart” (7"/CD) (wrzesień 2007)

### Albumy studyjne
- Unknown Pleasures (czerwiec 1979)
- Closer (lipiec 1980)

### Kompilacje, box sety
- Still (październik 1981)
- Substance (lipiec 1988)
- The Peel Sessions (wrzesień 1990)
- Warsaw (1994)
- Permanent (czerwiec 1995)
- Heart And Soul (box set) (grudzień 1997)
- Preston 28 February 1980 (maj 1999)
- The Complete BBC Recordings (sierpień 2000)
- Les Bains Douches 18 December 1979 (kwiecień 2001)
- Fractured Box (box set) (październik 2001)
- Refractured Box One (box set) (grudzień 2003)
- Let The Movie Begin (styczeń 2006)
- Martin Hannett's Personal Mixes (maj 2007)
- The Best Of Joy Division (marzec 2008)

## Filmografia
- W 2007 powstał film dokumentalny pt: Joy Division, produkcji brytyjsko-amerykańskiej. Reżyserem był Grant Gee.
- W 2007 na ekranach kin pojawił się film fabularny pt. Control, którego reżyserem był znany fotograf, autor teledysków wielu legend rocka (m.in. Depeche Mode, U2 i oczywiście Joy Division) – Holender Anton Corbijn. Fabuła filmu skupia się na historii Iana Curtisa, zwłaszcza jego trudnych relacji z żoną Deborą i kochanką – Belgijką Annik Honoré.